# Detwig von Oertzen (Geistlicher)

Detwig Ludwig August Hans von Oertzen (* 18. Juni 1876 in Anklam; † 18. Juli 1950 in Baden-Baden) war ein deutscher evangelischer Geistlicher und Missionar.

## Leben
Detwig von Oertzen entstammte dem Haus Brunn/Pamitz des weitverzweigten mecklenburgischen Uradelsgeschlecht von Oertzen. Er war ein Sohn des Landrats Rudolph von Oertzen (1819–1893) aus dessen zweiter Ehe mit Mathilde, geb. von der Dollen (* 1845). Seine Halbbrüder aus der erster Ehe des Vaters waren die preußischen Generäle Gustav (1853–1927) und Fritz (1855–1942) von Oertzen. Friedrich Wilhelm von Oertzen war sein Neffe, Peter von Oertzen sein Großneffe.
Oertzen war geprägt vom pommerschen Neupietismus und der Gemeinschaftsbewegung; schon als Kind besuchte er die von Albert Graf von Zieten-Schwerin veranstalteten Missionsfeste auf Burg Landskron (Vorpommern). Nach dem Abitur Ostern 1895 auf dem Gymnasium Anklam studierte er Evangelische Theologie an den Universitäten Halle, Leipzig und Greifswald. Im Berlin war er mit Eduard von Pückler freundschaftlich verbunden und wurde Mitglied im CVJM und im Christlichen Studenten-Weltbund. 1897 war er Teilnehmer einer Missionskonferenz in Liverpool. Von 1898 bis 1900 arbeitete er als CVJM-Sekretär in Halle und Leipzig. Nach Vikariat und Zweitem Examen wurde er durch den Berliner Oberhofprediger Ernst Dryander ordiniert.
Oertzen ließ sich von Johannes Lepsius als Missionar für die Deutsche Orientmission in den Iran senden. Er wirkte in Choi und Urmia, hauptsächlich aber ab 1905 in Mahabad (Sautschbulak). Er erlernte die Kurdische Sprache und begann eine Übersetzung des Neuen Testaments im Mukri-Dialekt, von der jedoch nur das Markusevangelium erschien, sprachwissenschaftlich redigiert von Friedrich Carl Andreas und 1908 in der Missionsdruckerei von Johannes Avetaranian im bulgarischen Plowdiw gedruckt. Im Februar 1907 führte ein Überfall auf die Missionsstation, bei dem der junge Sprachforscher Immanuel Dammann (* 1886) ermordet und Oertzen verletzt wurde, zum Ende der Mission in Mahabad. 1908 war er in Plowdiw, um den Druck des kurdischen Markusevangeliums zu begleiten. Die British and Foreign Bible Society unterzog die Übersetzung einer Erprobung und ließ nach positiven Rückmeldungen eine eigene Auflage in Plowdiw drucken.

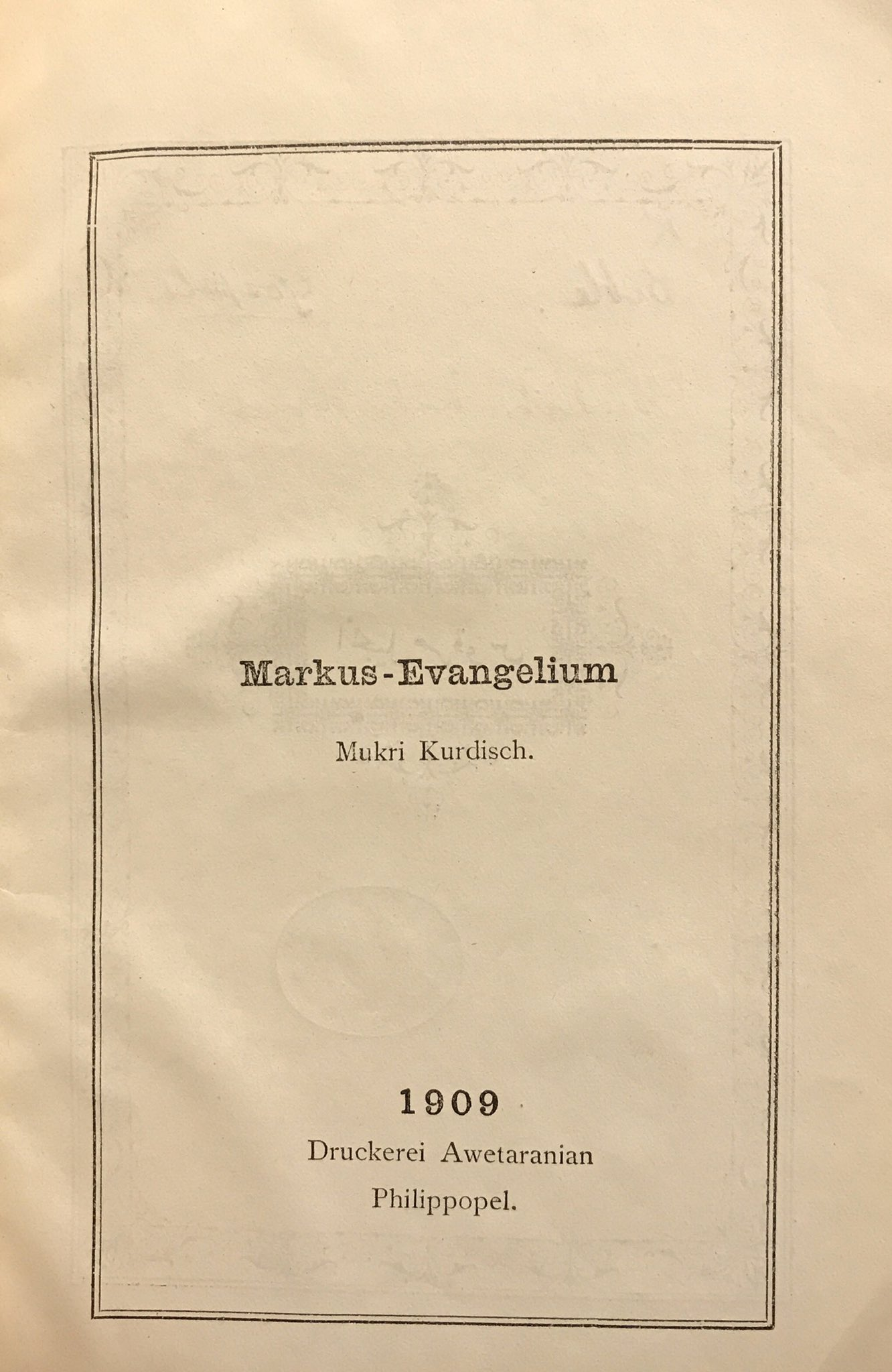
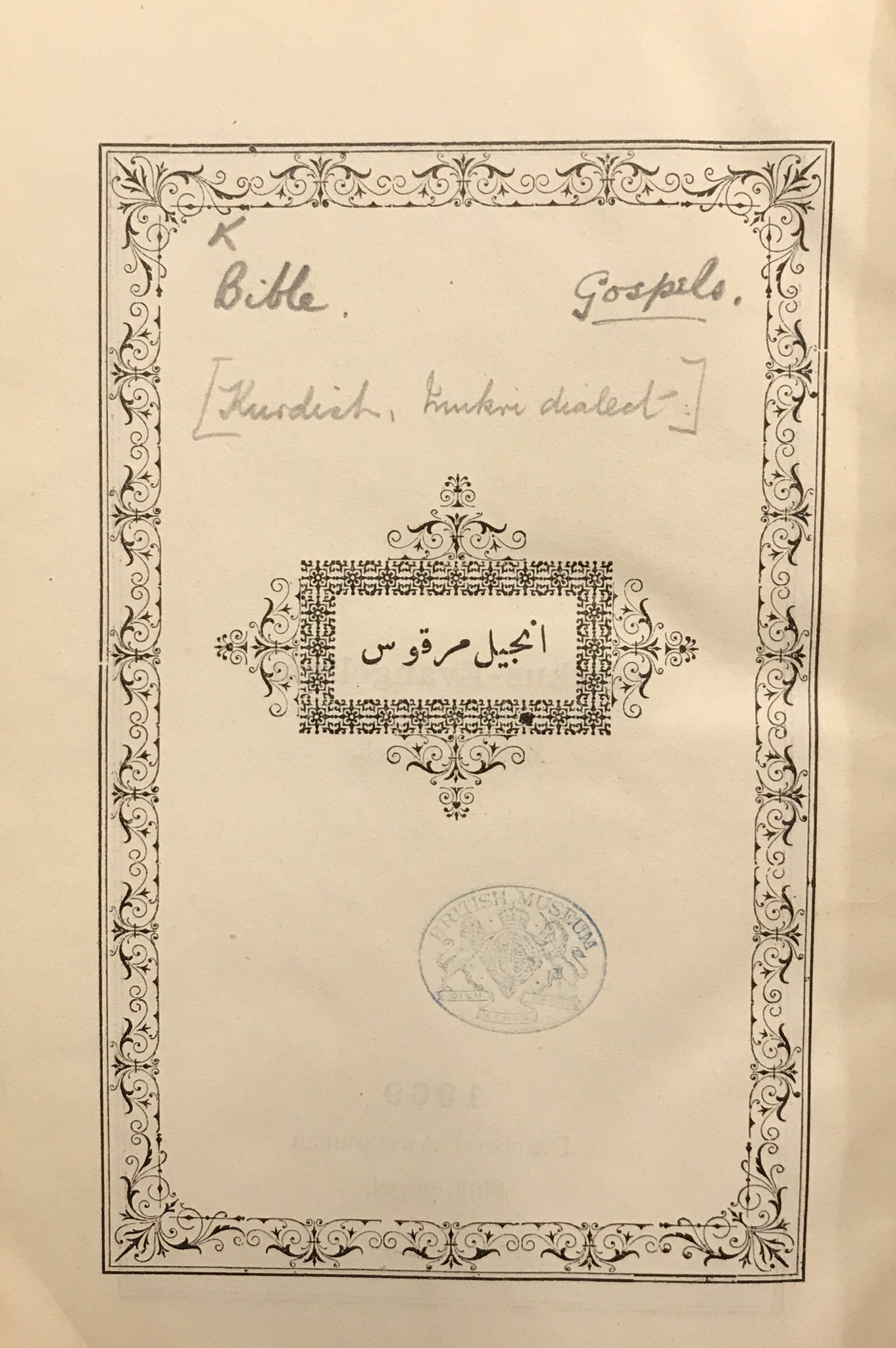
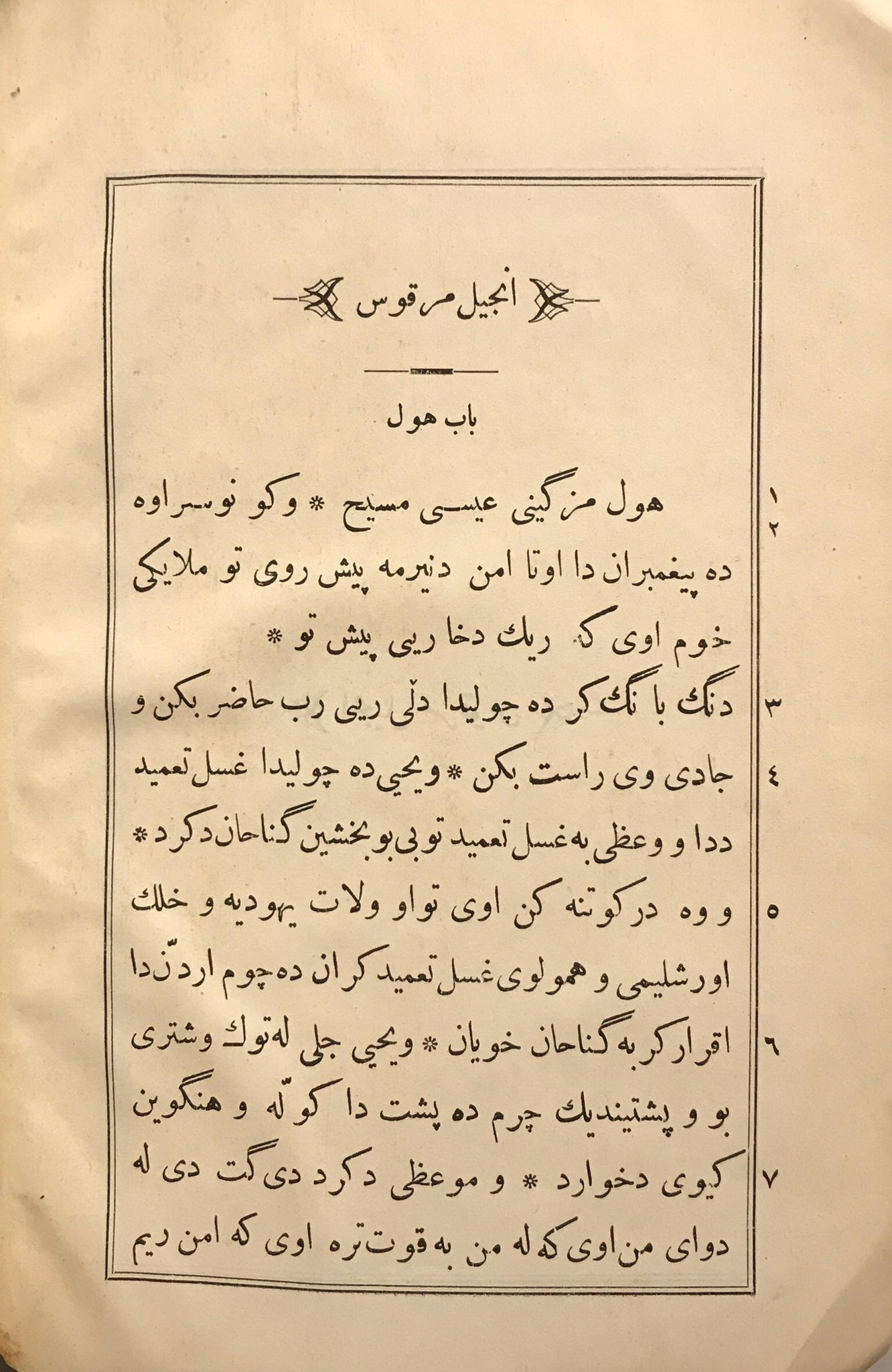

1912 ging Oertzen für die Sudan-Mission nach Darau in Ägypten. Im Ersten Weltkrieg war er zunächst Marinepfarrer auf Goeben, Breslau und kleineren Einheiten, danach Felddivisionspfarrer der Deutsche Militärmission bei der 4. Osmanischen Armee. Er betreute deutsche Soldatenheime in Yanikoi, Bagdad und nach dem Rückzug von dort in Mossul. 1917 kam er nach Mardin, unmittelbar nach dem Völkermord an den Armeniern, und noch im gleich Jahr nach Beirut. In Beirut erlebte er das Kriegsende und begann eine neue Missionsarbeit.

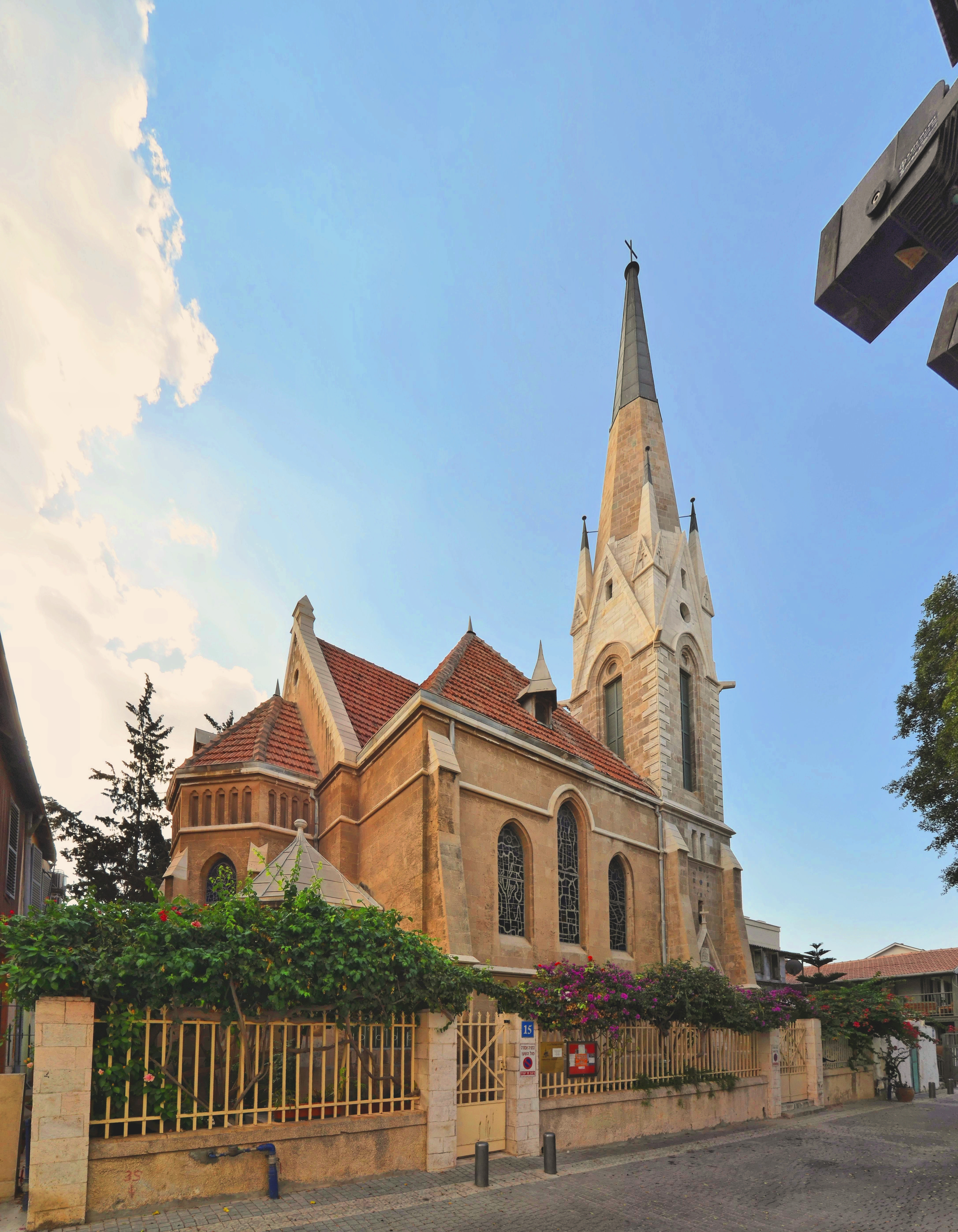
Immanuelkirche

Als Jerusalemsverein, altpreußischer Evangelischer Oberkirchenrat, Deutscher Evangelischer Kirchenausschuss (DEKA) und Gustav-Adolf-Werk die Anstellung eines neuen Pastors in Haifa und an der Immanuelkirche in Jaffa möglich machten, erhielt von Oertzen dies Stelle. Am 15. Mai 1921 führte Gustaf Dalman ihn in Haifa als Pastor für alle deutschsprachigen evangelischen Gemeinden in der Levante, also Beirut, Jaffa und Waldheim ein, mit Sitz in Haifa. Oertzens Amtszeit war geprägt vom Gegensatz zwischen Kirchlern und Templern in der deutschen Kolonie und ab 1933 überschattet von den Bestrebungen des Nationalsozialismus zur Gleichschaltung aller deutscher Einrichtungen.
Oertzen versuchte, die konfessionelle Prägung der evangelischen Schule zu erhalten, und geriet daher mehrfach in Konflikt mit den Parteistellen. 1935, im Alter von 59 Jahren, beantragte er, aus Gesundheitsgründen in den Ruhestand treten und gleichzeitig in Palästina bleiben zu dürfen. Nach langem Hin und Her und trotz Bedenken der Partei wurde sein Antrag von Theodor Heckel zum 1. März 1937 genehmigt. Die Sondergenehmigung zur Zahlung seiner Pension in Devisen wurde allerdings davon abhängig gemacht, dass seine seelsorgerische Tätigkeit „mit den Interessen des Reiches nicht in Widerspruch gerät“. Als Pastor in Haifa folgte auf seine Empfehlung hin Pastor Christian Berg. Seine deutschchristlich geführte Evangelisch-Lutherische Landeskirche Mecklenburgs hatte ihn beurlaubt, nachdem die NS-Regierung ihm in Schwerin im Juni 1934 den politischen Prozess gemacht hatte. Für ihn wurde Palästina zum sicheren Exil vor weiteren Nachstellungen der Nazis.
Der nun eigentlich pensionierte Oertzen, der nach Jaffa zog, diente bis 1939 wieder als Pastor an der Immanuelkirche. Im Juli 1939 reiste er von Jaffa in die Sommerferien nach Deutschland, auch um sein Ruhegehalt einzufordern, das auf einem deutschen Konto zurückgehalten wurde, da in Vorbereitung auf den Krieg die NS-Behörden seit Anfang 1939 sämtliche Devisenzuteilungen verwehrt hatten. Der Kriegsausbruch verhinderte seine Rückkehr nach Jaffa.
Oertzen war seit 1904 verheiratet mit der aus der Schweiz stammenden Juliette, geb. Huguenin-Virchaux (1879–1961). Sie war zuvor in Gotha am Herzogin-Marie-Institut als Französischlehrerin tätig. Das kinderlose Paar lebte die letzten Jahre in Baden-Baden.

## Werke
- Jasper von Oertzen ein Arbeiter im Reiche Gottes. Ein Lebensbild von D. von Oertzen. Verlag von Otto Rippel, Hagen i. Westf., o. J.
- (posthum) Ein Christuszeuge im Orient. Mit einem Geleitwort von Karl Heim. Für den Druck bearbeitet und hrsg. von H. W. Hertzberg, Gießen, Basel: Brunnen 1951 (=Zeugen des gegenwärtigen Gottes 150/151)

Von Oertzen veröffentlichte zahlreiche Berichte und Aufsätze in der Zeitschrift Der Christliche Orient.